# 拜耳法
拜耳法（英語：Bayer process）是一种工业上广泛使用的从铝土矿生产氧化铝的化工过程。1887年由奥地利工程师卡尔·约瑟夫·拜耳发明，其基本原理是用浓氢氧化钠溶液将氢氧化铝转化为铝酸钠，通过稀释和添加氢氧化铝晶种使氢氧化铝重新析出，剩余的氢氧化钠溶液重新用于处理下一批铝土矿，实现了连续化生产。今日，世界上95%的铝业公司都在使用拜耳法生产氧化铝。

## 背景
铝土矿是最重要的一种铝矿石，其中主要有三种含铝物质：三水铝石（Al(OH)3）、一水硬铝石（α-AlO(OH)）和勃姆石（γ-AlO(OH)），总的含铝量为40%-75%。此外，还含有针铁矿、赤铁矿、高岭土（含二氧化硅）和少量的二氧化钛。拜耳法的目的就是除去铝土矿中的铁、硅、钛等杂质，将几种含铝物质转化为氧化铝。

## 过程概述

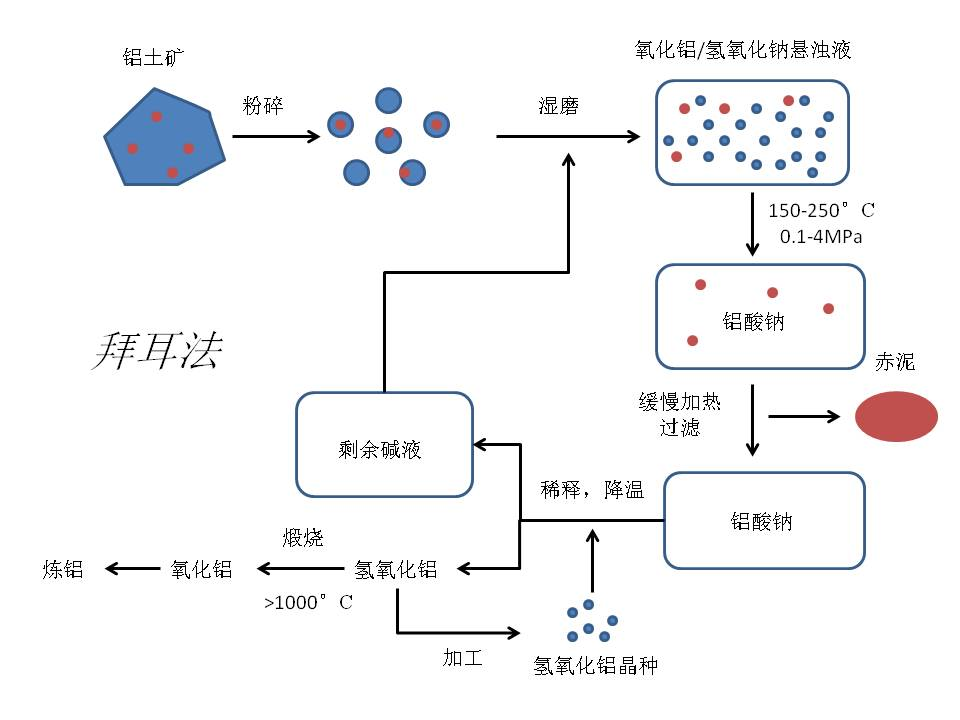
拜耳过程简单流程图，蓝色代表铝的成分，红色球球代表铁、硅等杂质

### 粉碎
拜耳法的第一个过程是用粉碎机将铝土矿的矿石粉碎成直径为30毫米左右的颗粒，然后用水冲洗掉颗粒表面的粘土等杂质。冲洗过的这些颗粒与重复利用的，氢氧化钠浓度为30%-40%的拜耳法余液相混合，借助球磨形成固体粒径在300微米以下的悬浊液。随着粒径逐渐变小，铝土矿的比表面积大大增加，这有助于加快后续化学反应的速度。

### 溶出
铝土矿和高浓度氢氧化钠溶液形成的悬浮液随后进入反应釜，通过提高温度和压力使铝土矿中的氧化铝和氢氧化钠反应，生成可以溶解的铝酸钠（NaAl(OH)4），这被称为溶出，其方程式如下：
Al2O3 + 2 NaOH + 3 H2O → 2 NaAl(OH)4
反应釜的温度和压力根据铝土矿的组成决定。对于含三水铝石较多的铝土矿，可在常压下，150度进行反应，而对于一水硬铝石和勃姆石含量多的，则需要在加压进行反应，常用条件为200到250度，30到40个大气压。
在和氢氧化钠反应时，铝土矿中所含的铁的各种氧化物、氧化钙和二氧化钛基本不会和氢氧化钠反应，形成了固体沉淀，留在反应釜底部，它们会被过滤掉，形成的滤渣呈红色，被称作赤泥，而铝土矿中含有的二氧化硅杂质则会和氢氧化钠反应，生成同样溶于水的硅酸钠。
SiO2 + 2 NaOH → Na2SiO3+H2O
为了除去硅酸钠，拜耳法是通过缓慢加热溶液，促使二氧化硅、氧化铝和氢氧化钠生成方钠石结构的水合铝硅酸钠，沉淀下来，然后过滤除掉，这样一来，就只有铝酸钠留在上清液中。

### 析出氢氧化铝
热的溶液进入冷却装置中，加水稀释同时逐渐冷却，铝酸钠会发生水解，生成氢氧化铝，此时加入纯的氧化铝粉末，会析出白色的氢氧化铝固体。
NaAl(OH)4 → Al(OH)3 + NaOH
有的厂家对这一步进行了改进，通入过量二氧化碳帮助产生氢氧化铝。
NaAl(OH)4 + CO2→ Al(OH)3 + NaHCO3
过滤掉生成的氢氧化铝后，剩余的浓度仍然较高的氢氧化钠溶液会循环利用，用于处理另一批铝土矿，溶出氢氧化铝。已经生产出的氢氧化铝则在1000°C以上煅烧，可以分解成氧化铝：
2Al(OH)3 → Al2O3 + 3 H2O
具体煅烧温度依据所需氧化铝的晶型和粒径来决定。生产的氧化铝随后可通过霍尔－埃鲁法电解制取金属铝。

## 发展历史与前景
1855年法国化学家路易·勒夏特列首先提出了将铝土矿和碳酸钠的Na2CO3混合物加热到1200°C，形成铝酸钠，之后将二氧化碳通入铝酸钠的溶液产生氢氧化铝的办法。1880年代俄国纤维工业需要大量氧化铝作媒染剂，在圣彼得堡工作的德国化学家卡尔·约瑟夫·拜耳提出了拜耳法并申请了专利，其最重要的改进有两点，一是发现只要添加氢氧化铝晶种，氢氧化铝会从稀释后的碱液中慢慢沉淀出来；二是剩余碱液可以回收，提高浓度重新处理新的铝土矿，实现了连续生产。拜耳法提出后不久就取代了勒夏特列的办法，并和霍尔-埃罗过程连用，极大地提高了铝的产量。
拜耳法的经济效益由几点决定，一是铝土矿中所含三水铝石的比例，所含三水铝石越多，能源的消耗就越小；二是铝土矿中的铝硅比例，拜耳法将二氧化硅转化为水合铝硅酸钠，这一过程中损失了氧化铝和氢氧化钠，随着铝硅含量高的铝土矿储量逐渐匮乏，这一过程中损失的氧化铝和氢氧化钠也逐渐升高，已有研究者和公司提出了拜耳法结合烧结法的改进方案。此外拜耳法会导致部分氢氧化钠进入赤泥，给赤泥带来了强腐蚀性，其PH高达11-12，这带来了严重的环境问题，比如2010年匈牙利艾卡炼铝厂赤泥堆场决堤，储存的赤泥冲入七个村庄，造成惨剧。